# جون فيكتور ماسييل فورتادو
جون فيكتور ماسييل فورتادو (بالبرتغالية: John Victor Maciel Furtado‏) هو لاعب كرة قدم برازيلي، ولد في 13 فبراير 1996 في دياديما في البرازيل.

## وصلات خارجية
- جون فيكتور ماسييل فورتادو على موقع قاعدة بيانات كرة القدم.إي يو (الإنجليزية)
- جون فيكتور ماسييل فورتادو على موقع Soccerway.com (الإنجليزية)